# Nationaal park Tafelberg

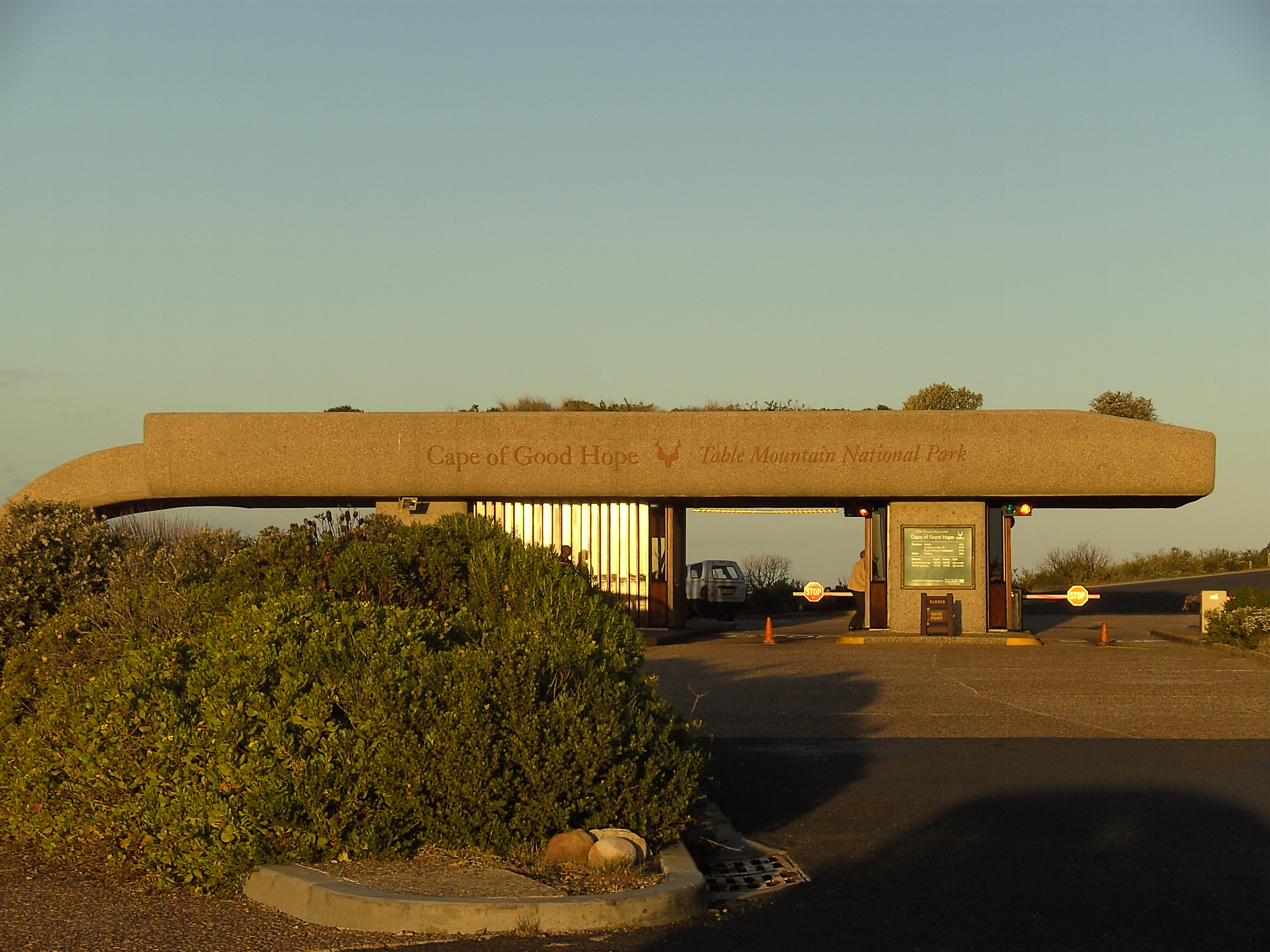
Ingang bij Kaap de Goede Hoop

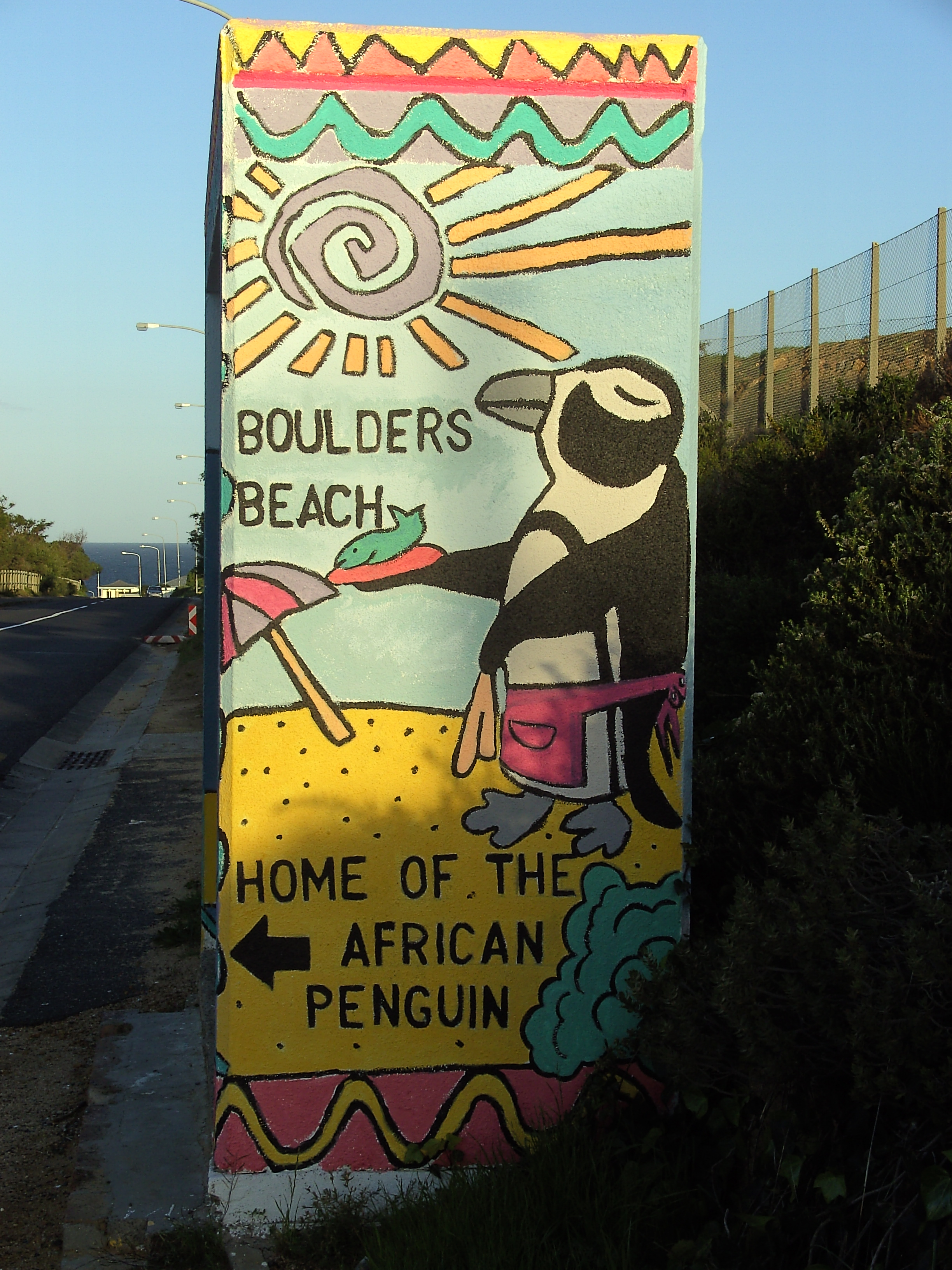
Ingang bij Boulders Beach

Het nationaal park Tafelberg is een Zuid-Afrikaans wildpark op het Kaapse schiereiland bij Kaapstad. Het in 1998 gestichte park beslaat de Tafelberg en het Kaapse Schiereiland. In het gebied kan men de soortenrijke West-Kaapse fynbos-vegetatiegroep vinden en dieren als zwartvoetpinguïns en Kaapse klipdassen. Het park is uniek in de zin dat het geheel in stedelijk gebied gelegen is. Het is grotendeels gratis toegankelijk, maar op drie plaatsen worden toegangsprijzen gevraagd: bij Kaap de Goede Hoop, Boulders Beach en Silwermyn. Het park is 25.000 hectare groot en er zijn plannen om er nog 5.000 hectare bij te voegen. 
Addo Elephant ·
Agulhas ·
Ai-Ais/Richtersveld ·
Augrabies ·
Bergkwagga/Mountain Zebra ·
Bontebok ·
Tuinroete ·
Golden Gate Hoogland ·
Kamdeboo ·
Karoo ·
Kgalagadi ·
Kruger ·
Mapungubwe ·
Marakele ·
Meerkat ·
Mokala ·
Namakwa ·
Tafelberg ·
Tankwa Karoo ·
Weskus